# Прислуч (Рівненський район)
При́случ (до 1940-х років — Холопи) — село в Україні, у Рівненському районі Рівненської області. Населення становить 1394 осіб.

## Герб
У золотому щиті лазурова балка, що супроводжується зверху двома, а знизу однією лазуровими квітками барвінку. У червоній главі срібний розширений хрест.

## Історія
12 червня 2020 року, відповідно до розпорядження Кабінету Міністрів України № 722-р від «Про визначення адміністративних центрів та затвердження територій територіальних громад Рівненської області», увійшло до складу Березнівської міської громади.
19 липня 2020 року, в результаті адміністративно-територіальної реформи та ліквідації Березнівського району, село увійшло до складу Дубенського району.

## Населення
За переписом населення 2001 року в селі мешкало 1 395 осіб.

### Мова
Розподіл населення за рідною мовою за даними перепису 2001 року:
| Мова       | Відсоток |
| ---------- | -------- |
| українська | 99,86 %  |
| російська  | 0,14 %   |

## Відомі люди
Жабчик Іван Денисович народився у 1921 році в селі Прислуч Березнівського району Рівненської області. На фронт призваний 28 червня 1944 року. Був рядовий, служив у піхотних військах. Спочатку потрапив у 104 запасний стрілецький полк. Пізніше воював у 1138-му стрілецькому полку. 10 листопада 1944 року солдата було поранено в ліве плече. Довгих шість місяців перебував у госпіталі. Після одужання потрапив у 61-й стрілецький полк; в 1945 році його перевели у 464-й стрілецький полк.
Війну закінчив на Першому Українському фронті.
У 1945 року повернувся в рідне село.
Нагороджений медалями:
«За відвагу»
«За взяття Будапешта»
«За перемогу над Німеччиною у Великій Вітчизняній війні 1941—1945 рр.»
ювілейною медаллю «20 років перемоги у Великій Вітчизняній війні 1941—1945 рр.»
Жабчик Марк Тимофійович народився 15 листопада 1915 року в селі Прислуч Березнівського району Рівненської області. З 26 вересня 1944 року по 09 травня 1945 року воював в складі 759-го артилерійського полку.
Нагороджений медалями: «За відвагу», «За взяття Кенігсберга», «За перемогу над Німеччиною у Великій Вітчизняній війні 1941—1945 рр.»
Зубчик Федір Степанович народився в селі Колодязне Березнівського району Рівненської області. На війну призваний 18 січня 1944 року.
Воював: травень 1944року по жовтень 1944 року — 155-й стрілецький полк, жовтень 1944 року по травень 1945 року — 480-й стрілецький полк.
Нагороджений медалями: «За відвагу», «За взяття Берліна», «За взяття Кенігсберга», «За перемогу над Німеччиною у Великій Вітчизняній війні 1941—1945 рр.»
Люшин Микола Степанович народився в селі Прислуч Березнівського району Рівненської області. 07 березня 1944 року призвався на війну. Служив у 28-му запасному стрілецькому полку. з 30 травня 1944 року служив у складі 544-го стрілецького полку стрільцем. Тричі був поранений. Останнє поранення отримав в боях за взяття Кенігсберга. Воював на ІІІ Українському фронті.
У 1945 році повернувся у рідне село.
Нагороджений: Орденом Слави ІІІ ступеня, медалями «За взяття Кенігсберга», «За перемогу над Німеччиною у Великій Вітчизняній війні 1941—1945 рр.»
Радзевич Іван Володимирович народився 25 березня 1916 року в селі Прислуч Березнівського району Рівненської області. 07 лютого 1944 року був призваний на війну в 104 запасний стрілецький полк. Воював у 87-му гвардійсько-артилерійському полку ІІІ Українського фронту. 18.04.1945 року був тяжко поранений. Брав участь у боях за міста Познань, Бухенвальд, Ваймар, форсував річку Одер, з великими боями брав участь у взятті Ельби, у боях під Берліном.
Помер Іван Володимирович у 2006 році.
Нагороджений: Орденом Слави ІІІ ступеня, медаллю «За взяття Берліна»

## Галерея

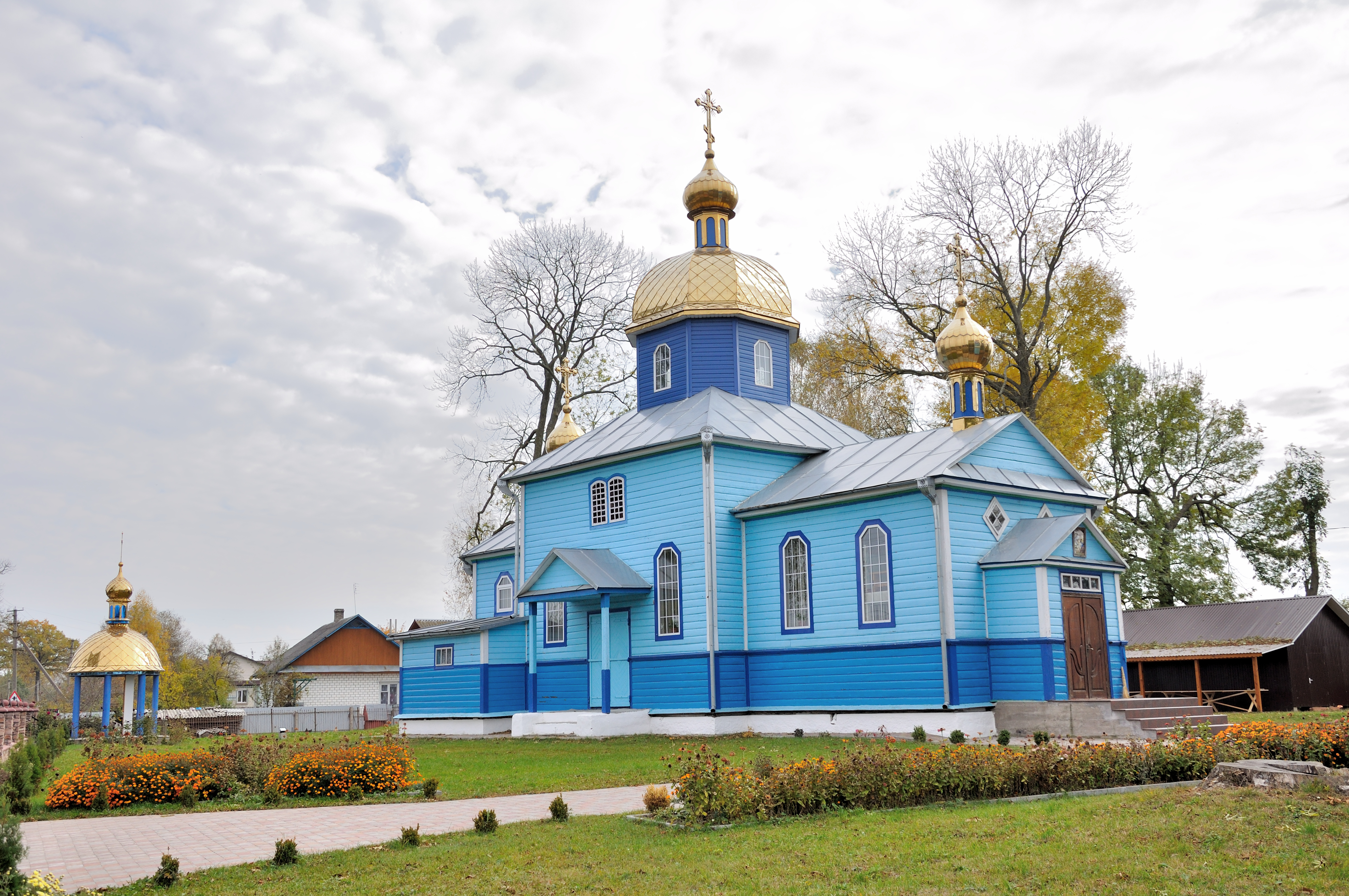
Церква (дер.), с. Прислуч
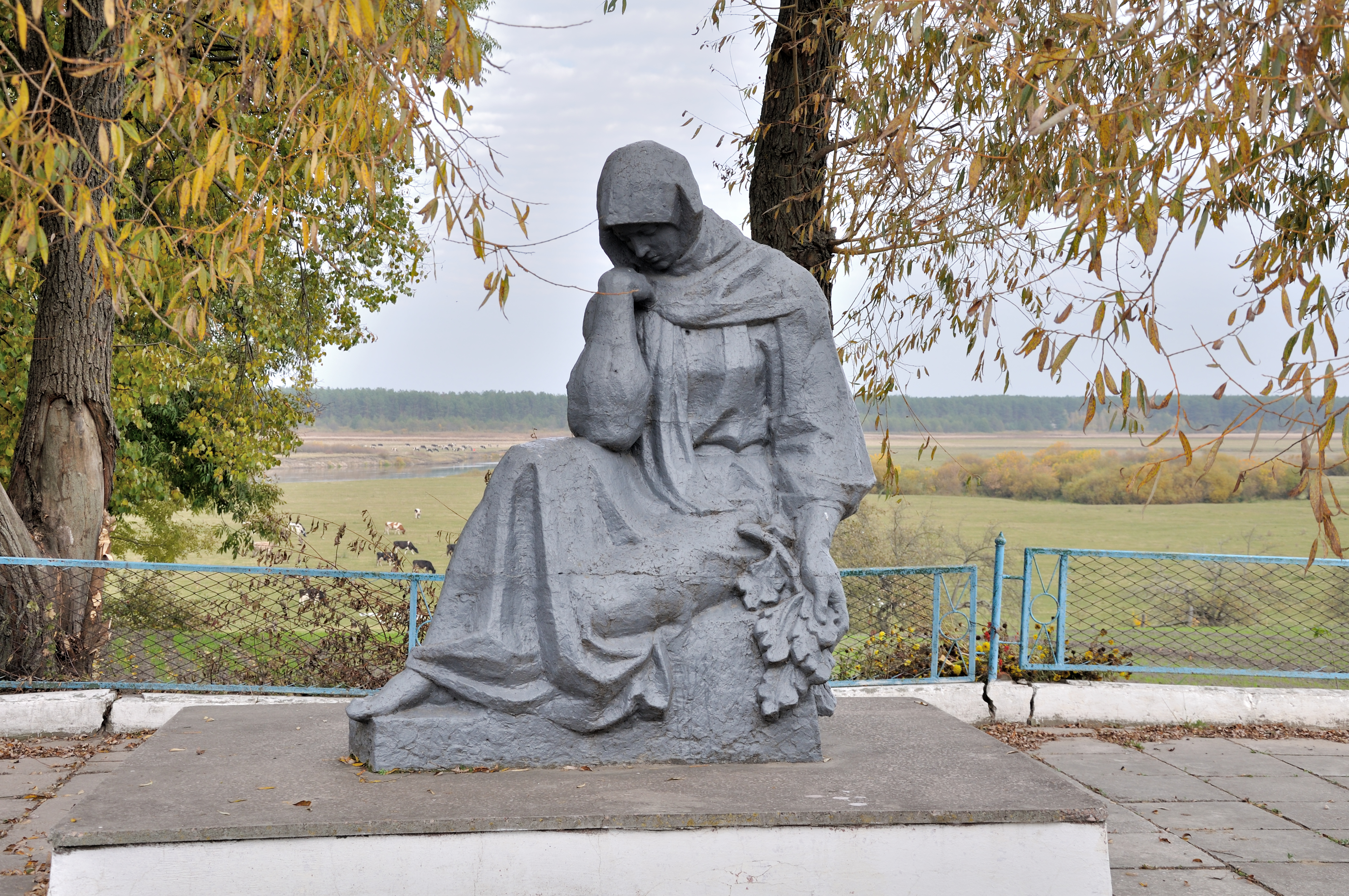
Пам'ятник воїнам-землякам, с. Прислуч